# 陰陽連絡路線
陰陽連絡路線（いんようれんらくろせん）は、本州を横断して山陽地方と山陰地方を結ぶ路線の総称。

## 定義
本州の中国地方は、地形上中国山地によって日本海側と瀬戸内海側の2つに分かれており、瀬戸内海側は山陽地方、日本海側は山陰地方と呼ばれる。このことから、中国地方を「陰陽」と称することもある。
大きな都市は山陽地方側に多かったため、山陽と山陰の間には一定の流動があった。山陽と山陰を結ぶという意味での「陰陽連絡」という言葉自体は古くから存在し、1918年12月17日付けの大阪朝日新聞広島山口版では「陰陽連絡鉄道」という語句が記事の見出しに使用されている。また、交通関係の各種文献においても「陰陽連絡」という語句が使用されているほか、第四次全国総合開発計画の中にも「陰陽連絡自動車道」が含まれており、日本の中国地方における交通について広く使用される語句であることが窺える。
これらのことから、鉄道線であれば「陰陽連絡鉄道」、バスであれば「陰陽連絡バス」と、路線の使命を説明する際に陰陽連絡という語句が使用されることが多い。本項では、主に鉄道とバスの路線について記述し、呼称は表題の「陰陽連絡路線」で統一する。

## 路線概要
単独記事のある路線については概説にとどめる。詳細は各路線記事を参照のこと。

### 高速道路
国土開発幹線自動車道・高速自動車国道として、姫路鳥取線、岡山米子線、尾道松江線、広島浜田線の4路線が中国横断自動車道となっている。なお、営業路線名としては中国自動車道を境として南北で異なる名称となっている。

### 一般国道
| 路線名    | 起点                           | 主な経由都市 | 終点                              | 備考 |
| --------- | ------------------------------ | --- | --------------------------------- | ---- |
| 国道29号  | 姫路市(石倉太子交差点)         | 兵庫県揖保郡太子町、龍野市、同県宍粟郡山崎町、同郡波賀町                                                                     | 鳥取市 (南隈交差点)               |      |
| 国道53号  | 岡山市 北区 (大雲寺交差点)     | 津山市、鳥取県八頭郡智頭町                                                                                                   | 鳥取市 西町                       |      |
| 国道54号  | 広島市中区                     | 三次市・飯石郡赤来町・飯石郡三刀屋町・大原郡木次町・八束郡宍道町                                                             | 松江市 雑賀町 (相生町交差点)      |      |
| 国道179号 | 姫路市                         | 兵庫県揖保郡太子町・龍野市・佐用郡佐用町・同郡上月町・岡山県英田郡美作町・津山市・苫田郡上齋原村・鳥取県東伯郡三朝町・倉吉市 | 鳥取県東伯郡羽合町 (長瀬東交差点) |      |
| 国道180号 | 岡山市 北区                    | 総社市、高梁市、新見市、鳥取県日野郡日野町、西伯郡西伯町、米子市、安来市                                                     | 松江市                            |      |
| 国道186号 | 江津市 (渡津町交差点)          | 浜田市、広島県山県郡加計町、同郡戸河内町、佐伯郡吉和村、同郡佐伯町                                                           | 大竹市(みどり橋東詰交差点)        |      |
| 国道313号 | 広島県福山市(府中分かれ交差点) | 岡山県井原市・高梁市・真庭市・鳥取県倉吉市                                                                                   | 鳥取県東伯郡北栄町                |      |
| 国道375号 | 呉市 (広交差点)                | 東広島市･賀茂郡豊栄町・三次市・双三郡作木村                                                                                  | 大田市 (和江港入口交差点)         |      |
| 国道432号 | 竹原市                         | 東広島市、三原市、府中市、庄原市、安来市                                                                                     | 松江市 (相生町交差点)             |      |

### 鉄道
鉄道においては、古くから陰陽連絡路線としての使命を持つ路線が存在し、優等列車の運行も行われていた。しかし、国鉄の経営悪化によって路線の近代化がほとんど出来なかったことから、1975年以降の高速道路・一般道路の整備に伴い、高速化などの対応を余儀なくされ、対応できない路線については、陰陽連絡の使命を失っていくことになった。

#### 播但線
播但線は兵庫県内の姫路駅と和田山駅を結ぶ路線である。姫路市などの兵庫県播磨地方は「山陽地方」の語源となった山陽道に含まれ、かつてはこの路線も大阪・神戸・姫路と鳥取県方面を結ぶ役割を果たしていたが、1994年の智頭急行（後述）の開業によりその座を奪われ、今では主に兵庫県内の南北連絡線としての役割を担う。

#### 姫新線・因美線
姫新線と因美線には、1960年から陰陽連絡を使命とする優等列車として準急「みささ」が運行されていた。1966年には急行に格上げされ、1968年には列車名が「伯耆」に変更された。列車名は1975年に再び「みささ」に戻されるが、同年に国鉄バスの中国高速線が開業すると、安くて速い上に大阪に直行する高速バスに乗客が転移、1985年には1往復だけに減便され、1989年に急行は廃止された。国鉄高速バスによって姫新線が陰陽連絡路線としての使命を奪われたことは、国鉄内部でも大変な問題となり、この後分割民営化直前まで国鉄の高速バス展開は凍結されることになる。

#### 智頭急行・因美線
智頭線ルートの路線は、1922年には既に計画されており、1966年に着工したが、その後国鉄再建の波の中で建設が凍結されていた。1987年に第三セクター鉄道智頭急行として開業することになり、工事は再開、1994年に開業した。高規格化工事により特急列車を130km/hで高速走行させており、それまでの津山線や姫新線を経由するよりも所要時間は格段に短縮された。また唯一、京阪神と山陰とを直通する短絡路線であることから、鳥取駅以東で特急が激減した山陰本線の代替路線としての役割も担う。但し、智頭線の普通列車の営業成績は芳しくない。

#### 津山線・因美線
津山線と因美線には、1962年から急行「砂丘」が陰陽連絡を使命とする列車として運行されていた。1972年の山陽新幹線岡山開業後は、新幹線と連絡することで速達効果を発揮し、特に広島と鳥取を結ぶ手段としては芸備線・木次線経由の急行「ちどり」よりも所要時間が短くなった。1988年から広島と鳥取を結ぶ高速バスが運行開始されると、西日本旅客鉄道（JR西日本）では対抗上「ひかり&砂丘」という企画乗車券も発売した。急行「砂丘」は智頭急行が開通すると、智頭急行経由の特急「いなば」に置き換えられ、2009年には急行「つやま」が廃止。以後同区間（但し智頭以北は除く）では優等列車が運行されなくなっている。

#### 伯備線
伯備線は、当初は優等列車の運行はなく、陰陽連絡路線として機能するのは1953年に岡山駅と松江駅を結ぶ快速「だいせん」が運行されてからであった。1958年に「だいせん」は急行に格上げされ京都駅発着となった。また、1960年には岡山駅と出雲市駅を結ぶ準急「しんじ」の運行が開始された。
本格的に伯備線が陰陽連絡のメインルートとなるのは、1972年の山陽新幹線岡山開業からである。この時に気動車特急「やくも」が4往復運行開始、1975年からはエル特急となった。さらに、1982年には伯備線は電化され、振り子電車の投入もあって時間短縮には大きな効果があった。その後編成は短縮されたものの増発され、2010年現在では鉄道における陰陽連絡路線の基幹的存在となっている。また、数ある陰陽連絡路線のうち当路線のみが全線電化され複線区間も存在し幹線にも指定されている。

#### 芸備線・木次線
芸備線と木次線が全通した1937年までは、芸備線と省営バス雲芸線の連絡によって陰陽連絡の使命を果たしていた。全通後まもなく戦時体制に入ったため、この路線に優等列車が走り始めるのは1953年に米子駅と広島駅を結ぶ快速列車として設定された「ちどり」からである。当初は週末のみ運転臨時列車であったが、1959年には定期準急列車に昇格した（のち急行に格上げ）。また、1962年には同じ区間を芸備線と伯備線を経由して結ぶ急行「しらぎり」も運行開始された。
しかし、木次線はスイッチバックなどが存在する低規格の山岳路線のため、列車の速度向上による時間短縮はままならず、高速バスに所要時間で太刀打ちできないばかりか、鉄道に限っても新幹線で岡山に出てから伯備線・津山線を回ったほうが所要時間が短くなるという有様になった。「鉄道ジャーナル」1989年9月号の比較ルポにおいても、編集部側では急行「ちどり」は考えていなかったという。1990年に急行「ちどり」は廃止、陰陽連絡の使命は失われた。

#### 山口線
山口線は陰陽連絡路線の中でも古い時期の1923年に全通し、かつての山陰道に近接した経路を採っているが、優等列車が走り始めたのは遅く、1960年の準急「あきよし」からである。1975年には山陽新幹線の博多開業に伴い、新幹線連絡に特化した優等列車として特急「おき」・急行「つわの」の運行が開始されている。
その後、急行の特急格上げなどが行なわれ、山陰本線益田駅以西の特急が廃止された一方で、山口線の優等列車の運行は鳥取駅、米子駅を基点として現在も続いており、陰陽連絡路線というよりもむしろ、山陰本線の代替路線としての役割を担う。

#### その他の路線
芸備線と組み合わせて陰陽連絡路線となる路線としては、2018年まで三江線が存在していたが、線形が悪い上に全通が1975年と遅い時期で、当時すでにモータリゼーション（車社会）が進行していたことから、開通以来、陰陽連絡の使命は果たせておらず、広島と浜田を結ぶ臨時列車が設定された程度であった。また、福山駅から塩町駅（三次駅）までは福塩線も存在するが、当初より陰陽連絡は意図されていない。（1991年まで福山駅始発で福塩線・芸備線経由で木次線へ乗り入れ、島根県の三井野原駅までの臨時スキー列車の運行はあった。）。また錦川鉄道錦川清流線は当初岩日線として陰陽連絡路線になる予定だったが錦町駅以北の建設が凍結され第三セクターに転換、可部線も「広浜線」として戦前・戦後に建設工事が行われたが、2回とも工事中止となり実現しなかった。また美祢線は瀬戸内海側と日本海側を結んではいるが、同じ山口県内で完結する路線であるため陰陽連絡路線とは見なされない。

### バス
陰陽連絡路線は、鉄道よりもバスの方がはるかにネットワークが充実している。これは、山岳路線が多いという立地条件によって、鉄道より道路交通のほうが有利な面があったためで、多くの路線が鉄道の先行や代行として設定され、鉄道と同じ機能をバスに求められた結果である。山間部の道路事情は日本の他の地方と同様に改善は遅かったが、それ以上に鉄道の改良は遅れていた。巨額の累積債務を抱えていた当時の国鉄に、すべての陰陽連絡路線の改良工事を行なうことは不可能だったのである。実際は1972年の山陽新幹線岡山開業に伴う伯備線の整備、1994年の智頭急行開業に伴う因美線・智頭線の高速化のみで、陰陽連絡の使命を持つ急行が運行されていた線区でも旧態依然の設備であり、速度向上もままならなかったためである。
モータリゼーションと並行して山間部においても道路改修が進み、それに加え1975年以降に中国自動車道が延伸されたことで鉄道よりも道路交通の方が速達性に優れるケースも増加した。それは、陰陽連絡路線のバスにとっても有利に作用し、山陽新幹線との連絡によって大幅な時間短縮効果も実現できたのである。しかし中国地方は東海地方と並ぶマイカーが非常に発達した地域であり鉄道よりも有利なバスでさえマイカーに苦戦を強いられているのが現状である。

#### 姫路-鳥取
姫路市と鳥取市は、陰陽都市間では比較的距離が短く、以前から国道53号・国道373号・中国自動車道経由又は国道29号経由で高速バスが走っており、智頭急行の開業に伴い一旦廃止されたものの、鳥取自動車道の整備に伴い復活した。
但し、姫路よりも神戸・大阪から鳥取に向かう利用者の方が多いことから、智頭急行・因美線経由の特急スーパーはくとの利用客を奪い返すまでには至っていない。

#### 岡山-鳥取
智頭急行・因美線経由の特急スーパーいなばが岡山-鳥取間を最速1時間40分台で結ぶのに対し、同区間の高速バスの所要時間は所要2時間39分と意外に時間を要する。これは、鳥取自動車道が岡山向けではなく神戸・大阪向けに整備されていることに起因している。2014年9月30日限りで廃止された。
鉄道が機動性に優れた高速バスから乗客を奪った一例である。

#### 岡山-倉吉
鳥取県の中でも倉吉市を中心とする県中部は比較的岡山県と結び付きが強いことから、県中部の利用者向けに開設された。しかしこの地域は県内でも人口が少ないことから、朝倉吉を出発し、夜倉吉に到着する1往復のダイヤ設定となっている。

#### 岡山-米子・松江・出雲市
岡山市と米子市・松江市は、陰陽都市間では比較的距離が長く、伯備線経由の特急やくもでさえ岡山-米子間で2時間程度要することから、岡山自動車道・米子自動車道・山陰自動車道の整備に伴い、鉄道に対する競合性が高まっている。

#### 広島-倉吉・鳥取
この区間は1980年代前半までは高速バスは運行されておらず、急行「ちどり」を利用するか、前述のように新幹線を利用して岡山経由の経路を利用することになっていた。しかし、中国自動車道の延伸などを機に、1988年に広島 - 鳥取間の高速バス「メリーバード号」が開業し、その後1997年に山陽自動車道・岡山自動車道経由に変更されたものの、2010年10月のダイヤ改正では再び広島自動車道・中国自動車道経由に戻されたほか、従来の中筋駅から広島高速4号線大塚駅経由に変更された。
なお、2011年現在も広島県と鳥取県を結ぶ路線として運行されているが、全国幹線旅客純流動調査（国土交通省）に見られるように、鳥取県は圧倒的に阪神地方との結び付きが強いことから、この区間の利用者は比較的少なく、近年では国道53号・鳥取自動車道経由の2往復が廃止、倉吉経由の2往復のみに減便された。

#### 広島-米子
広島-倉吉・鳥取線と同様、1980年代前半までは高速バスは運行されておらず、急行「ちどり」を利用するか、前述のように新幹線を利用して岡山経由の経路を利用することになっていた。しかし、中国自動車道の延伸などを機に、1989年に広島 - 米子間の高速バス「メリーバード号」が開業し、2011年現在も広島県と鳥取県西部を結ぶ路線として運行されている。

#### 広島-松江・大田市
国鉄バスの川本線がこのルートを結んでいたほか、広島電鉄・一畑電気鉄道もこの区間を結ぶ路線の運行を開始している。
川本線は1947年に開業した路線であるが、1954年以降は広浜線経由で広島への直通便を運行することで、陰陽連絡路線としての役割を果たすことになった。1975年の山陽新幹線博多開業の際には、リクライニングシート車を使用した特急便「ごうつ号」「銀山号」の運行を開始している。一方、1960年には広島電鉄と一畑電気鉄道の相互乗り入れにより、広島 - 松江間のバス路線を国道54号経由で運行開始している。当初は夜行便のみであったが、後に昼行便の運行も開始された。
その後、中国自動車道などの高速道路網の整備が進むにつれ、1983年以降に順次特急便「ごうつ号」「銀山号」について高速道路への乗せ替えが行なわれた。広島電鉄・一畑電気鉄道のバス路線についても1987年末から五日市と三次の間を高速道路経由とすることで所要時間の短縮を図り、1989年には「グランドアロー号」という愛称がつけられた。
特急「江の川号」「銀山号」は2005年6月30日で廃止され、2008年5月現在では「グランドアロー号」が広島-松江間を、「石見銀山号」が広島 - 大田市間を結んでいる。

#### 広島-出雲市
国鉄バスの雲芸線・雲芸南線がこのルートを結んでいる。
雲芸線は、1934年8月に開業した路線で、当時鉄道は芸備線・木次線とも全通していなかったため。バスによる陰陽連絡を実現したものである。芸備線の全通後は、鉄道とバスの連絡による陰陽連絡路線となった。戦後の1950年には出雲今市 - 三次間に夜行便の運行も開始された。1964年以降は道路事情が改善されたため、雲芸線・雲芸南線を直通運行する広島 - 出雲市・広島 - 赤名 - 石見大田間に直通特急便が設定され、鉄道線の短絡を主眼とした陰陽連絡路線としての役割を果たすことになった。
1986年には雲芸線から中国自動車道経由で広島へ乗り入れる高速便が新設され、1991年には一畑電気鉄道の路線と統合するかたちで「みこと号」として運行され、増発も行なわれたが、雲芸線の一般路線便は2003年3月31日限りで全廃となっている。

#### 広島-浜田
国鉄バスの広浜線がこのルートを結んでおり、別のルートで広島電鉄と石見交通が相互乗入れで新広浜線として運行していた。
広浜線の歴史は省営バス時代の1934年に遡るという古いもので、1952年には夜行便の運行も行なわれていた。島根・広島県道経由で三坂峠を越える路線で、都市間連絡バスの通行する路線としては道路環境は決して良好な状態ではなかった。全長11mの観光バスがやっと曲がれる程度のカーブが多く続く山道を、あまり速度を緩めずに走破するため、運転士の「豪快な」ハンドルさばきと車体の色から「青い暴走族」という異名がついたほどであった。一方、広島電鉄と石見交通では、国道186号経由で運行していたが、若干迂回をするルート設定であった。
1980年代後半から一部高速道路経由にルートを変更し、1991年の浜田自動車道全通によってほぼ全線に渡って高速道路経由となり、同時に3社共同運行の高速バス路線・高速広浜線（「いさりび号」）となった。広浜線の使命は地域輸送を担う路線へと変わり、新広浜線も昼行便1日2往復の運行となった。その後、広島電鉄が撤退し石見交通により昼行便が1日1往復運行されていたが、2011年3月31日をもって路線廃止となった。
2025年1月31日、この日をもって広島電鉄は「いさりび号」の運行を取りやめ、翌日からはJRバス中国と石見交通の2社による運行となった。

#### 広島-益田
国鉄バス岩益線が鉄道先行路線として1934年から岩国駅と日原駅を結んでおり、1952年から石見交通との相互乗り入れによって広島と益田を結ぶ陰陽連絡路線として機能することになった。1975年には山陽新幹線博多開業に合わせて新岩国駅にも乗り入れを開始した。
1980年代までに国鉄バスの広島直通は廃止され、1998年に中国JRバスは撤退した。石見交通では1994年に高速バス「新広益線」として広島電鉄との共同運行を開始、その後2015年の広島電鉄撤退を経て2018年現在も運行が継続されている。

#### 小郡-萩
もともと国鉄バスの路線として防長線があり、山口線の山口駅と山陰本線の東萩駅を結ぶ鉄道短絡路線として機能していた。1975年の山陽新幹線博多開業に伴い、国鉄バスを小郡駅（当時）の新幹線口へ乗り入れるようにすることとなり、防長交通と相互乗り入れを行なう特急「はぎ号」の運行が開始された。このルートは国鉄バスの中でも数少ない黒字路線となり、2022年現在も中国JRバスに継承されているほか、防長交通も運行を継続している。

### 航空
コミューター航空路線が開設されたことがある。

#### 広島西-鳥取線
1996年（平成8年）10月1日に、広島西飛行場と鳥取空港を結ぶ航空路線がジェイエアによって1日2往復で運航開始した。機材は19人乗りターボプロップ機であるジェットストリーム31が使用された。2001年3月末に廃止となる。

#### 広島西-出雲線
1996年6月1日から2001年3月31日までと、2002年4月1日から2003年8月31日まで、広島西飛行場と出雲空港を結ぶ航空路線がジェイエアによって1日2往復の運行が行なわれていた。機材は19人乗りターボプロップ機であるジェットストリーム31が使用され、運賃は2003年8月時点の正規運賃で片道11500円となっていた。所要時間は40分と、陰陽連絡路線の中では最も所要時間の短い路線であったが、これはあくまでも空港を基準にしたもので、市街地からのアクセスを考慮した場合、広島市街地にある広島西空港から広島駅まで17分、出雲空港から松江市内まではバスで25分ほどかかっており、航空機の搭乗手続きが出発15分前に締め切りとなることを考えれば、仮に接続時間が最短だとしても2時間近くかかることになっていた。さらに、出雲空港と松江市内・出雲市内を結ぶ空港連絡バスは東京-出雲線と接続するダイヤであったため、接続時間が短いとは限らなかった。このため、実質的な所要時間はさらに長くなった。
搭乗率は48%と振るわず、ジェットストリーム機の退役と同時に路線廃止となった。
なお、ジェイエアでは、ジェットストリーム機の退役にあわせ、2003年7月18日から8月31日まで、本路線全便に「特便割引」として片道5000円という運賃を設定した。最終日である8月31日は1往復のみの運行で、広島西飛行場では最終便到着後にセレモニーも行なわれた。

## 注記
1. ↑  2005年10月1日に1市3町が合併してたつの市発足。
2. ↑  鳥取県八頭郡若桜町、同郡八東町2005年3月31日に3町が合併して八頭郡八頭町発足。
3. ↑  国道250号は国道2号別線と重複。
4. ↑   一般国道の路線を指定する政令（Wikisource） で示されている自治体のうち、市町村合併による消滅自治体の記載は省略。
5. ↑  秋里交差点（国道9号交点）に国道53号終点の案内標識が設置されているが、指定区間を指定した一般国道の指定区間を指定する政令および道路区域を定めた中国地方整備局告示では鳥取県庁交差点が終点であり、秋里交差点は鳥取南バイパス、鳥取バイパスを経由して終点へ至る別線上の一地点である。
6. ↑  平成13年3月30日中国地方整備局告示第45号「道路に関する件」
7. ↑  2005年10月1日に龍野市ほか3町が合併してたつの市発足。
8. ↑  2005年10月1日に佐用郡佐用町ほか3町が合併して佐用郡佐用町発足。
9. ↑  2005年3月31日に5町1村が合併して美作市発足。
10. ↑  2005年3月31日に2町2村が合併して苫田郡鏡野町発足。
11. ↑  起点は国道53号と同じ
12. ↑  終点は国道54号、国道432号と同じ
13. ↑   一般国道の路線を指定する政令（Wikisource） で示されている自治体のうち、市町村合併による消滅自治体は省略および合併後の自治体名で記載。
14. ↑  2005年2月7日に賀茂郡黒瀬町・河内町・豊栄町･福富町・豊田郡安芸津町が東広島市に編入。
15. ↑  2004年4月1日に三次市、双三郡君田村、布野村、作木村、吉舎町、三良坂町、三和町、甲奴郡甲奴町の1市4町3村が新設合併し、新「三次市」発足。
16. ↑  終点は国道54号、国道180号と同じ
17. ↑  鈴木文彦『高速バス大百科』（1989年・中央書院）p81
18. ↑  バスジャパン・ハンドブック5「中国ジェイアールバス」p24
19. ↑  バスジャパン・ハンドブック5「中国ジェイアールバス」p20
20. ↑  種村直樹「さよなら国鉄最長片道きっぷの旅」（1987年・実業之日本社）p72-73
21. ↑  “2025年2月1日（土） 高速乗合バスのダイヤ改正について”.   広島電鉄. 2025年2月3日閲覧。
22. ↑  “平成３年～の就航機材/鳥取空港/とりネット/鳥取県公式サイト”.  鳥取県. 2017年5月14日閲覧。
23. ↑  2003年5月16日付の公式ニュースリリース

### 鉄道関連

#### 鉄道路線
- 播但線
- 姫新線
- 智頭急行智頭線
- 津山線
- 因美線
- 伯備線
- 芸備線
- 木次線
- 山口線

#### 列車運行系統
- はまかぜ (列車)
- つやま (列車)
- いそかぜ (列車) - 九州対山陰本線優等列車沿革
- いなば (列車)
- スーパーはくと
- やくも
- みよし (列車)
- おき (列車)

#### 未成線
- 可部線(今福線)
- 岩日線(岩日北線)
- 中国横断新幹線-基本計画新幹線の一つ（別名伯備新幹線）

### バス関連
- メリーバード号 (広島 - 鳥取線)
- メリーバード号 (広島 - 米子線)
- グランドアロー号
- みこと号
- いさりび号
- はぎ号
- 石見銀山号
- 川本線
- 雲芸南線
- 広浜線
- 防長線
- 新広浜線
- 広益線
- 新広益線